# ميت غالا
ميت غالا، الذي يُطلق عليه رسميًا اسم أزياء معهد غالا والمعروف أيضًا باسم ميت بول، يُعد حفلًا سنويًا لجمع التبرعات لصالح معهد آنا وينتور للأزياء في متحف المتروبوليتان للفنون في مدينة نيويورك. يمثل افتتاح معرض الأزياء السنوي لمعهد الأزياء. يحتفل حدث كل عام بموضوع معرض معهد الأزياء في تلك السنة، ويضع المعرض طابع الفستان الرسمي في الليل، حيث يُتوقع من الضيوف اختيار أزياءهم لتتناسب مع موضوع المعرض.
تم تأسيس معرض ميت غالا في عام 1948 كوسيلة لجمع الأموال لمعهد الأزياء الذي تم إنشاؤه حديثًا والاحتفال بافتتاح معرضه السنوي. حفل العشاء الأول كان عشاءًا في منتصف الليل وكانت التذاكر خمسين دولارًا لكل منهما. منذ أن توفيت رئيسة تحرير مجلة فوغ السابقة ديانا فريلاند في عام 1989، اشتهرت ميت غالا بأنها حدث فخم ومعروف وتعتبر «جوهرة التاج الاجتماعي لمدينة نيويورك». منذ عام 1995، ترأس هذا الحدث آنا وينتور رئيسة تحرير مجلة فوغ الأمريكية، التي تستعين بشخصيات عامة لتكون بمثابة رؤساء مشاركين لها. ومن بين المضيفين السابقين بيونسيه وتايلور سويفت وكاتي بيري وأمل كلوني وريهانا. شارك في رئاسة معرض ميت غالا 2019، الذي يصادف الذكرى 71 للحدث، ليدي غاغا وأليساندرو ميشيل وهاري ستايلز وسيرينا وليامز.
تعتبر الحفل على نطاق واسع من بين الأحداث الاجتماعية الأبرز والأكثر تميزا في العالم. كما أنها واحدة من أكبر ليالي جمع التبرعات في مدينة نيويورك، حيث تم جمع 9 ملايين دولار أمريكي في عام 2013 وسجل 12 مليون دولار أمريكي في العام التالي. يعد الحفل أحد أبرز مصادر التمويل للمعهد، حيث من المتوقع أن يتجاوز إجمالي المساهمات 200 مليون دولار في المجموع بعد حدث 2019 منذ تولي آنا وينتور رئاسة المعهد قبل عدة سنوات.

### موضوع
يتم تخصيص موضوع محدد للمعرض كل عام، حيث يُتوقع من الضيوف متابعته ولكن لم يتم تكليفهم بذلك. ويتضمن ساعة كوكتيل وعشاء رسمي. خلال ساعة الكوكتيل، يصل الضيوف للمشي على السجادة الحمراء، والتجول في المعرض الخاص للعام، والجلوس قبل حفل العشاء الذي يتضمن ترفيهًا من فناني الترفيه البارزين في ذلك اليوم. لا يحدد الموضوع طابع المعرض السنوي فحسب، بل يحدد أيضًا للضيوف الذين يحاولون ارتداء الملابس لدعم موضوع العام، وهو ما يتسبب في كثير من الأحيان في موضوعات أزياء معينة بين المصممين الرائدين في العالم. في بعض الأحيان، كما هو الحال في عام 2013، مع Punk: Chaos to Couture، يعتبر الموضوع المقدم غير واضح أو يصعب متابعته لأنه لا يوفر توجيهًا أسلوبيًا واضحًا. في أوقات أخرى، مثل عام 2014، مع تشارلز جيمس: ما وراء الموضة، قد يكون الموضوع أكثر تحديًا لجنس واحد، حيث صنع جيمس ملابس مخصصة للنساء. على الرغم من أنه وفقًا لمجلة Vogue في عام 2021 Met Gala: American Fashion، فقد «اعجب أندرو بولتون حقًا بردود فعل المصممين الأمريكيين على المناخ الاجتماعي والسياسي، لا سيما فيما يتعلق بقضايا شمولية الجسم وسيولة النوع الاجتماعي».